# Nitrito di potassio
Il nitrito di potassio è il sale di potassio dell'acido nitroso.
A temperatura ambiente si presenta come un solido da bianco a giallognolo inodore, solubile in acqua.
È un forte ossidante e può accelerare la combustione di altri materiali. Come altri sali di nitrito come il nitrito di sodio, il nitrito di potassio è tossico se ingerito e test di laboratorio suggeriscono che potrebbe essere mutageno o teratogeno. 

## Scoperta
Il nitrito è presente a livello di tracce nel suolo, nelle acque naturali, nei tessuti vegetali e animali e nei fertilizzanti. La forma pura di nitrito fu inizialmente prodotta dal chimico svedese Carl Wilhelm Scheele che lavorava nel laboratorio della sua farmacia a Köping. Riscaldò il nitrato di potassio a fuoco rosso per mezz'ora e ha ottenuto quello che ha riconosciuto come un nuovo "sale". I due composti (nitrato di potassio e nitrito) sono stati caratterizzati da Eugène-Melchior Péligot e la reazione è stata stabilita essere:
{\displaystyle {\ce {2KNO3 -> 2KNO2 + O2}}}

## Produzione
Il nitrito di potassio può essere ottenuto riducendo il nitrato di potassio. La produzione di nitrito di potassio mediante assorbimento di ossidi di azoto in idrossido di potassio o carbonato di potassio non viene impiegata su larga scala a causa del prezzo elevato di queste sostanza. Inoltre, il fatto che il nitrito di potassio sia altamente solubile in acqua rende difficile il recupero del solido.

## Reazioni
La miscelazione di cianammide e KNO2 produce cambiamenti da solidi bianchi a liquidi gialli e poi a solidi arancioni, formando gas cianogeno e ammoniaca. Non viene utilizzata energia esterna e le reazioni vengono eseguite con una piccola quantità di O2.
Il nitrito di potassio forma nitrato di potassio quando riscaldato in presenza di ossigeno da 550 °C a 790 °C. La velocità di reazione aumenta con la temperatura, ma l'entità della reazione diminuisce. A 550 °C e 600 °C la reazione è continua e alla fine si completa. Da 650 °C a 750 °C, come nel caso della decomposizione del nitrato di potassio, il sistema raggiunge l'equilibrio. A 790 °C, si osserva per la prima volta una rapida diminuzione del volume, seguita da un periodo di 15 minuti durante i quali non si verificano variazioni di volume. Segue quindi un aumento del volume dovuto principalmente allo sviluppo di azoto, che è attribuito alla decomposizione del nitrito di potassio.
Il nitrito di potassio reagisce a una velocità estremamente bassa con una soluzione di ammoniaca liquida di ammide di potassio a temperatura ambiente e in presenza di ossido ferrico o ossido di cobalto, formando azoto e idrossido di potassio.

## Usi medici
L'interesse per un ruolo medico per il nitrito inorganico è stato inizialmente suscitato a causa dello spettacolare successo dei nitriti organici e dei composti correlati nel trattamento dell'angina pectoris. Mentre lavorava con Butter alla Royal Infirmary di Edimburgo nel 1860, Brunton notò che il dolore dell'angina poteva essere attenuato dalla puntura venosa e concluse erroneamente che il dolore doveva essere dovuto all'elevata pressione sanguigna. Come trattamento per l'angina, la riduzione del sangue circolante per via venosa era scomoda. Pertanto, decise di provare l'effetto su un paziente di inalare nitrito di amile, un composto recentemente sintetizzato e uno che il suo collega aveva mostrato di abbassare la pressione sanguigna negli animali. Il dolore associato a un attacco anginale è scomparso rapidamente e l'effetto è durato per diversi minuti, generalmente abbastanza a lungo per consentire al paziente di riprendersi riposando. Per un certo periodo, il nitrito di amile è stato il trattamento preferito per l'angina, ma a causa della sua volatilità, è stato sostituito da composti chimicamente correlati che hanno avuto lo stesso effetto.
È stato notato l'effetto del nitrito di potassio sul sistema nervoso, sul cervello, sul midollo spinale, sul polso, sulla pressione arteriosa e sulla respirazione di volontari umani sani, così come la variabilità tra individui. L'osservazione più significativa è stata che anche una piccola dose di 30 mg somministrata per via orale ha causato inizialmente un aumento della pressione arteriosa, seguito da una moderata diminuzione. Con dosi maggiori, si è verificata un'ipotensione pronunciata. Si è anche notato che il nitrito di potassio, comunque somministrato, ha un profondo effetto sull'aspetto e sulla capacità di trasportare ossigeno del sangue. Si è confrontata inoltre l'azione biologica del nitrito di potassio con quella degli nitriti di amile ed etile e si è concluso che la somiglianza dell'azione dipende dalla conversione dei nitriti organici in acido nitroso.
Le soluzioni di nitrito acidificato sono state utilizzate con successo per generare NO e indurre vasodilatazione in studi su vasi sanguigni isolati e lo stesso meccanismo di reazione è stato proposto per spiegare l'azione biologica del nitrito.

## Altri usi
Il nitrito di potassio viene utilizzato nella produzione di sali per il trasferimento di calore. Come additivo alimentare E249, il nitrito di potassio è un conservante simile al nitrito di sodio ed è approvato per l'uso in UE, USA, Australia e Nuova Zelanda (dove è elencato con il suo numero INS 249).

## Pericolosità
Quando reagisce con acidi, il nitrito di potassio forma ossidi di azoto tossici. La fusione con sali di ammonio provoca effervescenza e sviluppo di fiamme. Le reazioni con agenti riducenti possono provocare incendi ed esplosioni.

## Requisiti di conservazione
Il nitrito di potassio viene immagazzinato con altri agenti ossidanti ma separato da infiammabili, combustibili, agenti riducenti, acidi, cianuri, composti di ammonio, ammidi e altri sali azotati in un luogo fresco, asciutto e ben ventilato.